# Led Varela
Led Varela Bargalló (Caracas, Venezuela, 19 de diciembre de 1984) es un comediante venezolano de ascendencia uruguaya. 

## Biografía
Led Varela estudió arquitectura en la Universidad Central de Venezuela aunque no terminó la carrera. En 2006 Varela se perdió en el parque nacional el Ávila por tres días. Al ser rescatado, el 16 de agosto de 2006, fue entrevistado en el programa “El observador” de Radio Caracas Televisión (RCTV).
En 2007 empezó a hacer stand up  en su ciudad natal Caracas, consiguiendo renombre en un circuito underground que lo llevó a obtener su primer trabajo como redactor en el portal satírico El Chigüire Bipolar. Ha producido videos para El Mostacho.
Entre 2012 y 2014 formó parte del panel de periodistas y humoristas de Chataing TV, junto con Alex Gonçalves, Jean Mary Currò, José Rafael Guzmán y Manuel Silva, trabajando también como guionista, y entre 2013 y 2015 condujo el programa de televisión La sopa También tuvo un programa en la emisora de radio La Mega 107.3 FM llamado Triángulo junto a José Rafael Guzmán y Mahelin Rondón.[cita requerida]
Ha participado en los stand ups Mi País tu país con Profesor Briceño, José Rafael Guzmán y George Harris, y Los Hijos del Ocio, también con Briceño y Rafael Guzmán.

## Vida personal
Actualmente reside en Miami, Estados Unidos.[cita requerida]